# أوفيليا (لوحة)
أوفيليا (بالإنجليزية: Ophelia) هي لوحة بريشة الفنان البريطاني السير جون إيفريت ميليه، اكتملت في عامي 1851 و1852، تصور موت أوفيليا، شخصية من مسرحية هاملت لوليام شكسبير، تغني قبل أن تغرق في نهر في الدنمارك. اللوحة من مقتنيات مجموعة تيت في لندن. وأجه العمل ردود فعل متباينة عند عرضه لأول مرة في الأكاديمية الملكية، ولكن منذ ذلك الحين أصبح يحظى بالإعجاب باعتباره أحد أهم الأعمال في منتصف القرن التاسع عشر، وتصويره الدقيق للمناظر الطبيعية، وتأثيره على فنانين كبار أمثال جون وليام ووترهاوس وسلفادور دالي وبيتر بليك.

## خلفية
أوفيليا هي شخصية في مسرحية هاملت للمخرج والكاتب ويليام شكسبير. هي شابة نبيلة من الدنمارك، ابنة بولونيوس، أخت ليرتس والزوجة المحتملة للأمير هاملت، والتي، بسبب تصرفات هاملت، ينتهي بها الأمر في حالة من الجنون تم وصف المشهد في الفصل الرابع، من المشهد السابع لمسرحية هاملت في خطاب الملكة جيرترود. كانت أوفيليا تصنع أكاليل من الزهور البرية. صعدت إلى شجرة صفصاف في جدول لتتدلى من أغصانها، لينكسر غصن من تحتها وتسقط في الماء تؤدي في النهاية إلى غرقها. تم الإشادة بوفاة أوفيليا كواحد من أكثر مشاهد الموت تأثيراً في الأدب.

## الوصف

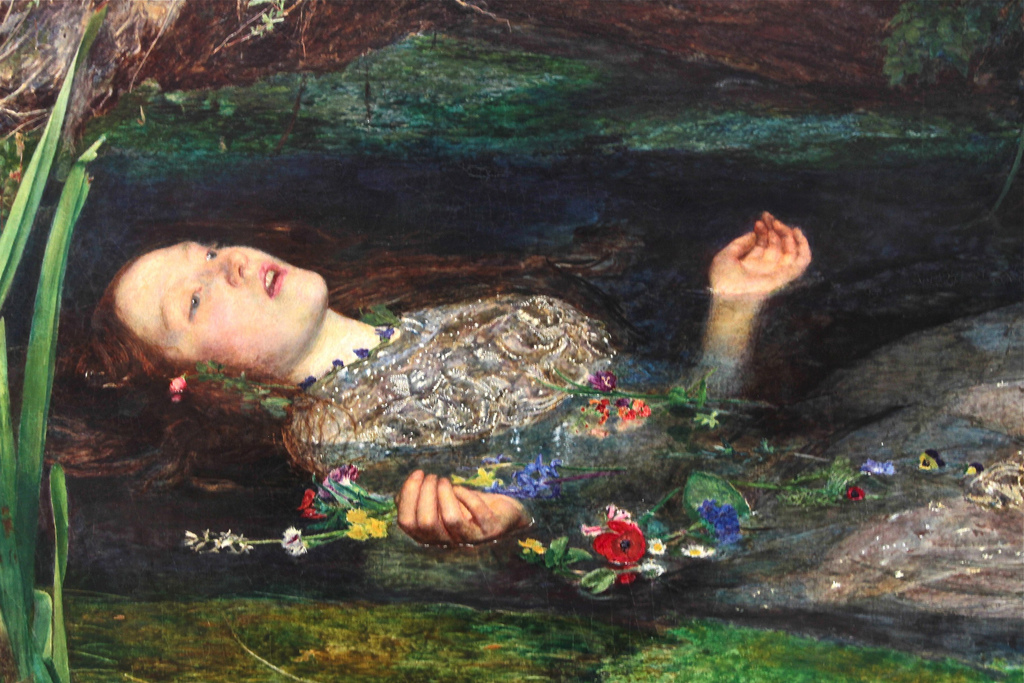
تفاصيل.

تصور اللوحة أوفيليا تغني وهي تطفو في نهر قبل أن تغرق. يصورها ميليه وهي راقده في الماء تغني الأغاني، كما لو كانت غير مدركة للخطر الملم بها ("عاجزة عن محنتها"). ملابسها، التي تحبس الهواء، سمحت لها بالبقاء واقفة على قدميها مؤقتًا لكن في النهاية، "سحبت ثيابها المليئة بشرابها البائسة المسكينة من رخائها الرخيم" إلى الموت الموحل ". وضع أوفيليا - ذراعيها المفتوحتين ونظرتها إلى الأعلى - يشبه أيضًا التصوير التقليدي للقديسين أو الشهداء، ولكن تم تفسيره أيضًا على أنه مثير. تشتهر اللوحة بتصويرها للنباتات المفصلة للنهر، مؤكدة على أنماط النمو والانحلال في النظام البيئي الطبيعي.
تم اختيار الزهور التي تظهر تطفو على النهر لتتوافق مع وصف شكسبير لإكليل أوفيليا. كما أنها تعكس الاهتمام الفيكتوري بـ «لغة الزهور»، والتي بموجبها تحمل كل زهرة معنى رمزيًا. الخشخاش الأحمر البارز - الذي لم يذكره وصف شكسبير للمشهد - يمثل النوم والموت. تمشياً مع مبادئ جماعة ما قبل الرفائيلية، التي كان عضوًا فيها، استخدم ميليه الألوان الزاهية، وأولى اهتمامًا كبيرًا بالتفاصيل والحقيقة الصادقة للطبيعة. هذا العرض لأوفيليا هو مثال لأسلوب ما قبل الرفائيلية. أولاً، بسبب الموضوع، بحيث يصور امرأة عاشت حياة تنتظر السعادة، فقط لتجد مصيرها على وشك الموت، المرأة الضعيفة موضوع شائع بين فناني ما قبل الرفائيلية. أيضًا، يستخدم ميليه ألوانًا مشرقة ومكثفة في المناظر الطبيعية لجعل أوفيليا الباهتة تتناقض مع الطبيعة خلفها. يتجلى كل هذا في الاهتمام الواضح بالتفاصيل في الفرشاة والأشجار حول أوفيليا، وتحديد وجهها، والعمل المعقد الذي قام به ميليه على فستانها وأستخدامه للغة الزهور.

## الرسام

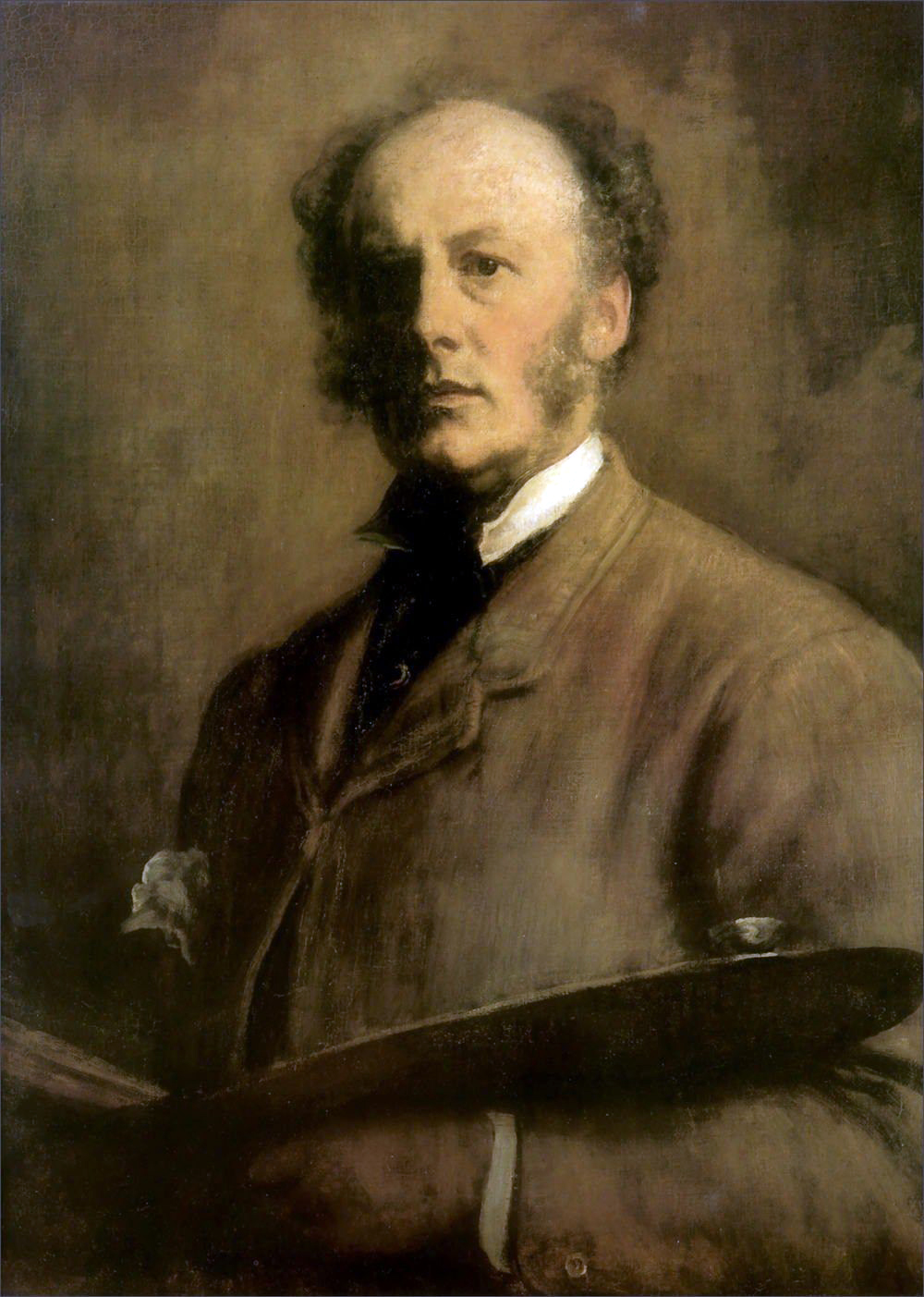
صورة ذاتية بواسطة ميليه، 1881.

ولد في ساوثهامبتون بإنجلترا عام 1829 لعائلة بارزة مقيمة في جيرسي كان السير جون ايفرت ميليه رسامًا إنجليزيًا ومصوّرًا وكان أحد مؤسسي أخوية ما قبل الرفائيلية. كان طفلًا عبقريًا، وأصبح في سن الحادية عشرة أصغر طالب يدخل مدارس الأكاديمية الملكية. أُسّست أخوية ما قبل الرفائيلية في منزل عائلته في لندن.
بحلول منتصف خمسينيات القرن التاسع عشر، كان ميليه يبتعد عن أسلوب ما قبل الرفائيلية لتطوير شكل جديد من الواقعية في فنه. كانت أعماله اللاحقة ناجحة بشكل كبير، مما جعل ميليه واحدًا من أغنى الفنانين في عصره، ولكن بعض المعجبين السابقين، بمن فيهم ويليام موريه، رأوا في ذلك عملية تراجع (سمح ميليه بشكل ملاحظ باستخدام إحدى لوحاته لإعلان مؤثر لصابون). في حين أن هؤلاء النقاد ونقّاد أوائل القرن العشرين، الذين قرأوا الفن من خلال عدسة الحداثة، كانوا ينظرون إلى الكثير من إنتاجه اللاحق على أنه أمر مرغوب فيه، تغير هذا المنظور في العقود الأخيرة، إذ أصبحت أعماله اللاحقة تُرى في سياق تغييرات أوسع نطاقًا واتجاهات متقدمة في عالم الفن الأوسع في أواخر القرن التاسع عشر، ويمكن الآن أن يُنظَر إليها على أنها تنبؤية لعالم الفن في الوقت الحاضر.
لعبت حياة ميليه الشخصية أيضًا دورًا مهمًا في سمعته. كانت زوجته إيفي متزوجة سابقًا من الناقد جون روسكين، الذي دعم عمل ميليه المبكر. كان إلغاء الزواج وزواجها من ميليه مرتبطًا في بعض الأحيان بتغيير أسلوبه، لكنها أصبحت مروّجة قويةً لعمله وعملوا بالاحتفالات واللجان السرية لتوسيع دوائرهم الاجتماعية.
انتُخِب ميليه عضوًا مساعدًا في الأكاديمية الملكية للفنون في عام 1853، وسُرعان ما انتُخِب عضوًا كاملًا في الأكاديمية، حيث كان مشاركًا بارزًا ونشطًا. في يوليو 1885، وضعته الملكة فيكتوريا بمرتبة بارون، لبوابة القصر، في أبرشية سانت ماري أبوت في كينسينغتون في مقاطعة ميدلسكس، وفي سانت أوين في جزيرة جيرسي، مما جعله أول فنان يُكرّم بلقب موروث. بعد وفاة اللورد لايتون في عام 1896، انتُخِب ميليه رئيسًا للأكاديمية الملكية. توفي في وقت لاحق من نفس العام بسبب سرطان الحلق. دُفِن في سرداب كاتدرائية القديس بولس. بالإضافة إلى ذلك، بين عامي 1881 و1882، انتُخِب ميليه وعمل رئيسًا لجمعية الفنانين الملكية في برمنغهام.

## عملية رسم اللوحة

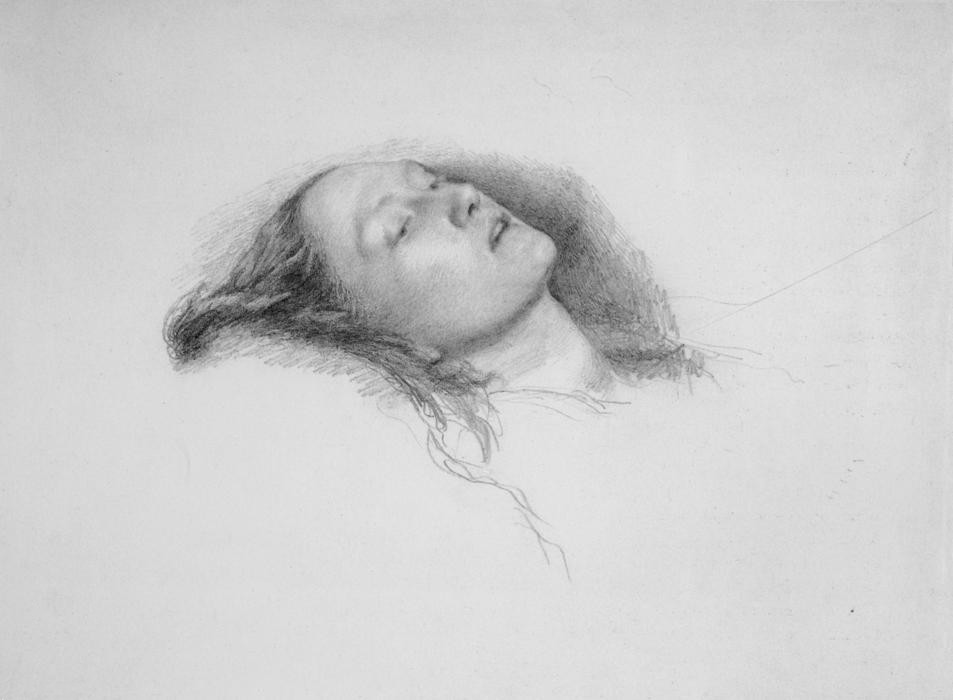
دراسة على أوفيليا 1852

رسم جون إيفريت ميليه أوفيليا على مرحلتين منفصلتين: رسم أولاً المناظر الطبيعية، وثانيًا شخصية أوفيليا. بعد العثور على مكان مناسب للصورة، بقي ميليه على ضفاف نهر هوجسميل لمدة تصل إلى 11 ساعة في اليوم، ستة أيام في الأسبوع، على مدى خمسة أشهر عام 1851.

سمح له ذلك بتصوير المشهد الطبيعي أمامه بدقة. واجهت ميليه صعوبات مختلفة أثناء عملية الرسم. كتب في رسالة إلى صديق: 

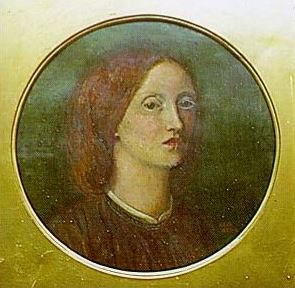
إليزابيث سيدال، التي عملت كنموذج جون إيفريت ميليه لأوفيليا.

«ذبابات مقاطعة سري أكثر وحشية، ولديها ميل أكبر للأنقضاض على اللحم البشري. لقد تم تنبيهي بإشعار للمثول أمام قاضٍ للتعدي على ممتلكات الغير في حقل وتدمير القش. كما أنني في خطر أن تهب الريح في الماء، وبالتأكيد فإن رسم صورة في ظل هذه الظروف سيكون عقابا أكبر من عقوبة الشنق». 
بحلول نوفمبر 1851 ، تحول الطقس إلى عاصف ومثلج. أشرف ميليه على بناء كوخ "مصنوع من أربع حواجز،  مثل صندوق الحراسة، مغطى بالقش من الخارج". وفقًا لميليه، فإن الجلوس داخل الكوخ جعله يشعر وكأنه روبنسون كروزو من رواية دانيال ديفو. تأثر ويليام هولمان هانت بالكوخ لدرجة أنه بنى كوخًا مطابقًا له.

### الإلهام
تم تصميم أوفيليا على هيئة الفنانة إليزابيث سيدال، التي كانت تبلغ من العمر 19 عامًا. كانت فنانًا وشاعرًا وعارضة أزياء إنجليزية. يمكن العثور على مجموعات كبيرة من أعمالها في متحف أشموليان. تم رسم سيدال على نطاق واسع من قبل فنانين من جماعة ما قبل الرفائيلية، بما في ذلك والتر ديفيريل ووويليام هولمان هانتت وجون إيفريت ميليهه ووزوجها الرسام الكبير دانتي غابرييل روسيتيي. كان ميليه يرقد سيدال بكامل ملابسها في حوض استحمام كامل في الاستوديو الخاص به في لندن. نظرًا لأن الشتاء الآن، وضع مصابيح زيتية تحت الحوض لتدفئة المياه، لكنه كان عازمًا على عمله لدرجة أنه سمح لها بالخروج. نتيجة لذلك، أصيبت سيدال بنزلة برد شديدة، وأرسل والدها لاحقًا رسالة إلى ميليه يطلب فيها 50 جنيهًا إسترلينيًا لتغطية النفقات الطبية. ووفقًا لنجل ميليه، فقد قبل أخيرًا مبلغًا أقل.
قام ميليه برسم أوفيليا بين عامي 1851 و1852 في موقعين منفصلين. رسم جزء المناظر الطبيعية من اللوحة في الخارج، على ضفاف نهر هوجسميل في مقاطعة سري؛ ورسم شخصية أوفيليا بالداخل في استوديوه بلندن.
في الوقت الذي كان فيه ميليه يرسم، كان من الشائع أن يعمل الفنانون في الخارج لإنتاج الرسومات. ثم أعادوا هذه الصور إلى الاستوديو الخاص بهم واستخدموها كمرجع لإنشاء لوحة مكتملة أكبر. ومع ذلك، أكمل ميليه وأصدقاؤه من حركة ما قبل الرفائيلية لوحاتهم بالخارج في الهواء الطلق، وهو أمر غير معتاد في ذلك الوقت. لم يمهل ميليه وقتًا طويلاً ليرسم شخصية أوفيليا كما فعل لرسم المناظر الطبيعية. تقليديا، كان يُنظر إلى المناظر الطبيعية في كثير من الأحيان على أنها الجزء الأقل أهمية من الرسم وبالتالي يتم رسمها في المرتبة الثانية. اعتقد ميليه وورواد الحركة ما قبل الرفائيلية أن المناظر الطبيعية كانت ذات أهمية متساوية بالنسبة إلى الشكل، وبالتالي بالنسبة لأوفيليا، تم رسمها أولاً.

## الاستقبال
عندما عُرضت أوفيليا لأول مرة علنًا في الأكاديمية الملكية في لندن عام 1852 ، لم تكن مشهورة عالميًا.
- كتب أحد النقاد في صحيفة التايمز:«يجب أن يكون هناك شيء غريب بشكل غريب في الخيال الذي يغضب أوفيليا كونها في حفرة مليئة بالأعشاب، ويسلب نضال الغرق من تلك الفتاة المحببة من كل شفقة وجمال»، [15]
- حتى الناقد الفني الكبير جون راسكن، وهو مؤيد متعطش لميليه، أعرب عن شكوكه بشأن قرار وضع أوفيليا في منظر طبيعي وتساءل: «لماذا الأذى يجب ألا ترسم الطبيعة النقية، أليست تلك الجنة المليئة بالأسلاك النحيلة التي تدحرجت في حدائق الجنة؟» [16]
- في القرن العشرين، كتب سلفادور دالي بشكل متوهج في مقال نُشر في طبعة 1936 من المجلة السريالية الفرنسية حول الحركة الفنية التي ألهمت اللوحة:«كيف يمكن أن يفشل سلفادور دالي في أن ينبهر بالسريالية الصارخة لمذهب ما قبل الرفائيلية الإنجليزي. يجلب لنا الرسامون ما قبل رافائيليت النساء اللواتي هن، في نفس الوقت، أكثر النساء المرغوبات والمخاوف الموجودة.» [17]
- في عام 1906 ، أطلق الروائي الياباني ناتسومي سوسيكي على اللوحة في إحدى رواياته اسم «شيء ذو جمال كبير». منذ ذلك الحين، كانت اللوحة تحظى بشعبية كبيرة في اليابان. تم عرضه في طوكيو عام 1998.

## تاريخ الملكية

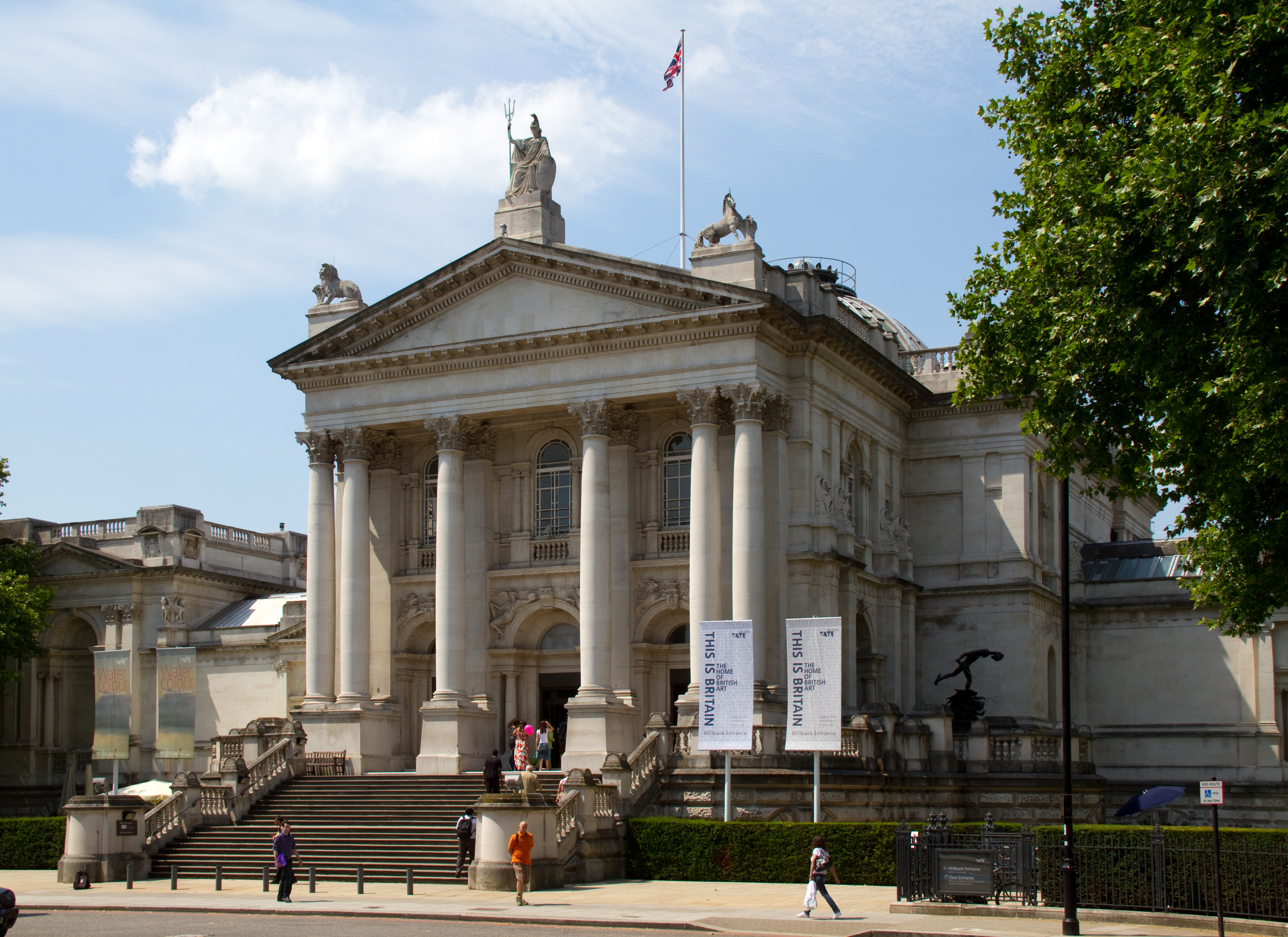
متحف تيت في لندن

تم شراء أوفيليا من ميليه في 10 ديسمبر 1851 من قبل تاجر قطع فنية مقابل 300 جنيه، أي ما يعادل 40,000 جنيه إسترليني تقريبًا في عام 2021. باع الأخير اللوحة إلى جامع شغوف لفن ما قبل الرفائيلية، باعها في عام 1862 مقابل 748 جنيهًا إسترلينيًا. اللوحة الآن من مقتنيات مجموعة تيت بريطانيا في لندن. ويقدر الخبراء على أنها تستحق ألان على الأقل 30 مليون جنيه إسترليني.

## تأثير
تمت الإشارة إلى اللوحة على نطاق واسع وتم لصقها في الفن والسينما. والتصوير الفوتوغرافي، ولا سيما في فلم هاملت للورنس أوليفيه حيث شكلت الأساس لتصوير وفاة أوفيليا. كذلك تم تصميم مشهد من في فلم البيت الأخير على اليسار لـ ويس كرافن على غرار اللوحة،  بينما يصور فيديو أغنية «أين تنمو الورود البرية» لنيك كاف وكايلي مينوغ وهي تحاكي وضع الصورة. كذلك تم استحضار صور اللوحة في مقدمة فيلم سوداوية لارس فون ترايير، حيث تطفو جوستين، شخصية كريستين دانست، في تيارة نهر بطيء الحركة.

## لغة الزهور في اللوحة

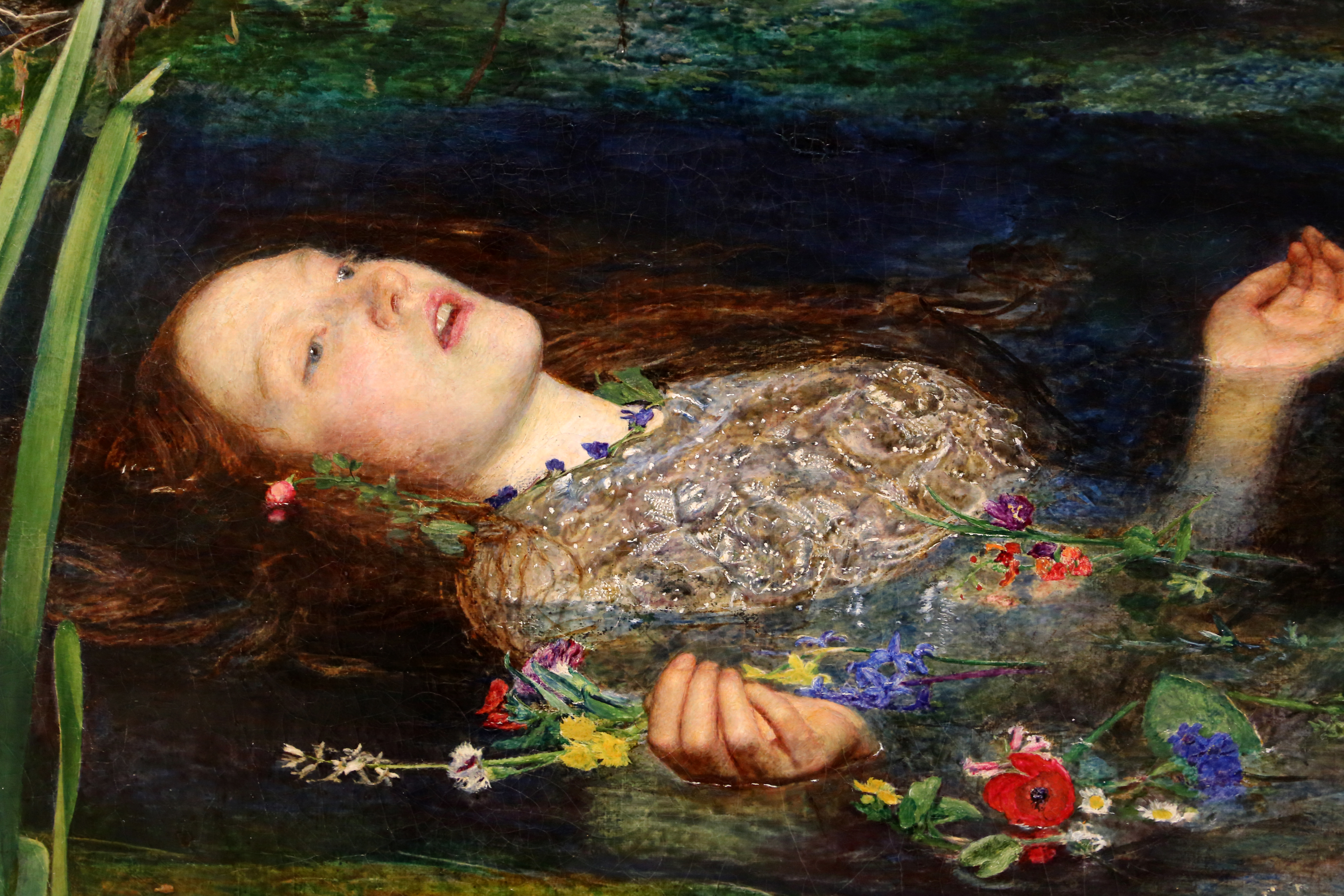
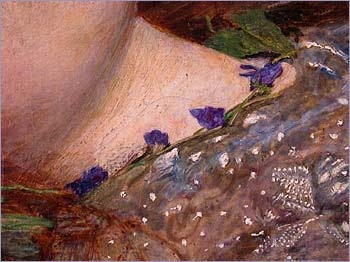
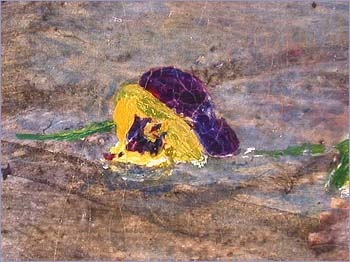
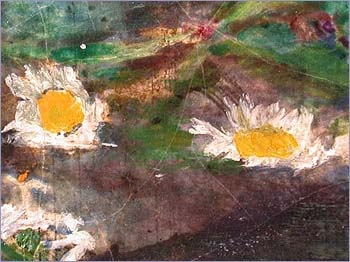
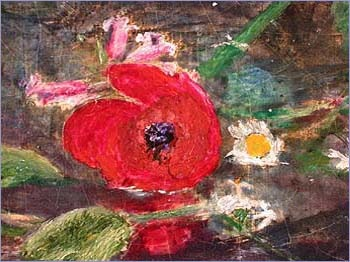
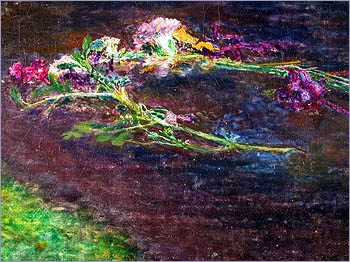
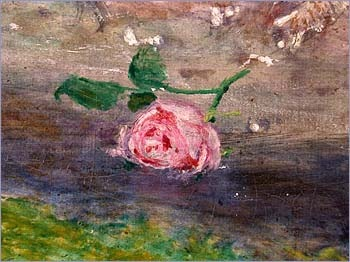
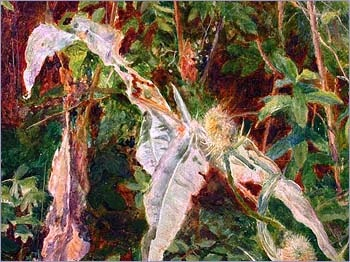
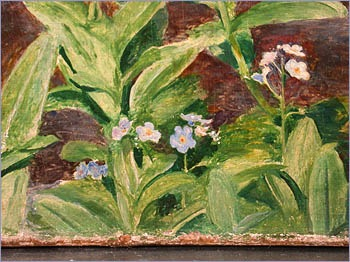
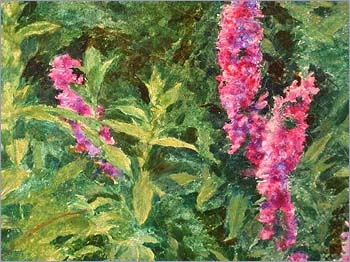
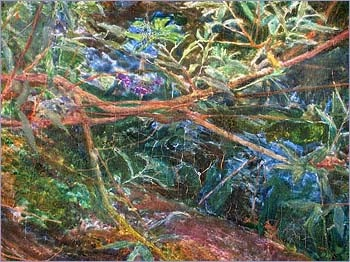
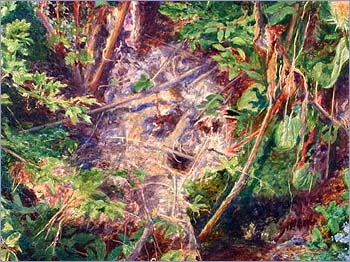
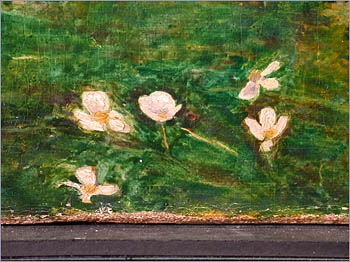
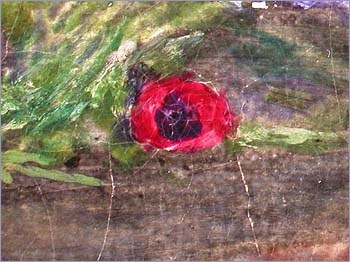
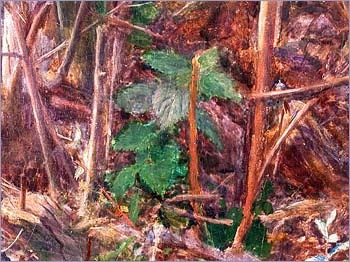